# Nexhmije Pagarusha
Nexhmije Pagarusha est une chanteuse et actrice albanaise du Kosovo, née le 7 mai 1933 près de Mališevo (royaume de Yougoslavie) et morte le 7 février 2020 à Pristina (Kosovo).

## Biographie
Nexhmije Pagarusha naît dans le petit village de Pagarusha près de la ville de Malisevo au Kosovo, en 1933.
Son père est enseignant. 
Elle commence sa carrière musicale comme chanteuse, encore adolescente, en 1948 à la suite d'un radio-crochet. Son père, d'esprit libéral, la laisse choisir une carrière artistique.
Elle reste une chanteuse populaire pendant une quarantaine d'années, s'attaquant, grâce à une voix dotée d'une large tessiture, à presque tous les styles, de la musique traditionnelle à la musique classique, où elle excelle particulièrement dans l'opéra.
Adorée des critiques comme de son public, elle s'est vu attribuer plusieurs surnoms de « Bylbyli i Kosovës » (Rossignol du Kosovo), Reine de la musique albanaise, Madame Butterfly, etc. Elle a fait plusieurs tournées avec l'ensemble musical Shota (du nom d'une danse traditionnelel albanaise). Sa popularité dans les Balkans est surtout liée à son interprétation de chansons folkloriques stylisées.
La chanson Baresha (La Bergère) est une de ses chansons les plus connues. Elle fut composée par son mari Rexhep Mulliqi et écrite par Rifat Kukaj.
Nexhmije Pagarusha a joué également de nombreuses fois au théâtre et au cinéma, et reçu de nombreux prix pour ses talents de comédienne.
Elle mit fin à sa carrière musicale en 1984, après un concert à Sarajevo.
Cependant, en 2000, elle réapparut avec un nouveau titre : Për ty (Pour toi), dans une émission de télévision albanaise. Elle occupe ensuite le poste de consultante à Radio Kosova et Radio Blue Skye.
Elle meurt en février 2020 à Pristina,.

## Chansons
- Baresha
- Ani mori nuse
- Mora testin
- Kur më shkon si zog n'hava
- Kur më del në derë
- Ke selvitë
- Ç'u ngrit lulja në mëngjes
- Çil njat zemër plot kujtime
- Dallëndyshe
- Një lule
- Zambaku i Prizrenit

## Filmographie
- 1967 : Dasma e përgjakur
- 1973 : Jugovizioni
- 1976 : Gëzuar viti i ri
- 1977 : E kafshoja terrin
- 1980 : I ikuri
- 1981 : Tre vete kapërcejnë malin
- 1997 : Vrasësit bëjnë dasmë natën
- Lepuri me pesë këmbë
- Fluturimi i Micakut
- Daullet e të çmendurve
- Rexha i nënës në grazhd të kalit